# 93 (число)
93 (дев'ятдеся́т три; також рос. дев'яно́сто три) — натуральне число між  92 та  94.

## У науці
- Атомний номер нептунію

## В інших областях
- 93 рік, 93 рік до н. е., 1993 рік
- ASCII-код символу «]»
- 93 — Код ГИБДД-ДАІ  Краснодарського краю.
- У  Телем число  93 висловлює слово Закону в  новому еоні.